# Şermi Kadın
Şermi Kadın (osmanskou turečtinou: شرمی قادین‎;  † kolem 1732), též Rabia Sultan (رابعه سلطان‎), byla konkubína osmanského sultána Ahmeda III. a matka sultána Abdulhamida I.

## Život
Datum a místo jejího narození nejsou známy. Stala se obětí obchodu s otroky a byla umístěna do osmanského císařského harému jako konkubína Ahmeda III. 20. března 1725 porodila svého jediného syna, prince a pozdějšího sultána Abdulhamida. V roce 1728, když měl pouhé tři roky, nechala vystavět fontánu v Şemsipaşe v Üsküdaru. Ahmed byl sesazen z trůnu v roce 1730 a na trůn nastoupil jeho synovec Mahmud I. Şermi společně s ostatními konkubínami z Ahmedova harému odešly do paláce Eski na Bajezidově náměstí. 

## Po smrti
Şermi zemřela kolem roku 1732 a byla pohřbena v mauzoleu žen, které patřily do dynastie, v Nové mešitě v Istanbulu. Její syn Abdulhamid zůstal bez matky ve věku sedmi let a byl svěřen do péče svého staršího nevlastního bratra Mustafy III. Sultánem se stal po bratrově smrti v roce 1774. 
Şermi se tedy nestala Valide sultánkou, protože zemřela o čtyřicet let dříve, než její syn nastoupil na trůn. 